# Manteiga de ucuúba
A manteiga de ucuúba é um produto cosmético e farmacêutico obtido da palmeira Virola surinamensis, nativa da vegetação da região amazônica brasileira
A manteiga e o óleo é extraída do fruto desta palmeira, empregada na indústria cosmética e farmacêutica graças a sua alta propriedade de hidratação, restauração de pele e cabelos danificados. Essa manteiga tem uma consistência sólida em temperatura ambiente, mas derrete facilmente ao entrar em contato com a pele, tornando-se um óleo suave e nutritivo.
A substituição do sebo animal pela gordura da ucuúba resolve o problema de contaminação de produtos pelo uso de sebo animal, além de dar a sabonetes uma maior consistência e durabilidade, sendo perfeitamente viável a sua utilização mesmo com preços superiores ao do sebo animal.

## Propriedades
A manteiga de ucuúba possui propriedades hidratantes, emolientes e regeneradoras para a pele. Também, possui  propriedades anti-inflamatórias e analgésicas, É conhecida por ajudar a combater a secura e a aspereza da pele, além de promover a cicatrização e a regeneração de tecidos. Também é utilizada em produtos cosméticos, como cremes, loções, sabonetes e bálsamos labiais .
Sabonetes e cremes à base de ucuúba tem ação anti-inflamatória, cicatrizante, revitalizante e anti-séptica. Os sabões e sabonetes produzidos artesanalmente por esta gordura dão um toque de maciez à pele além de ser utilizado popularmente como rejuvenescedor. A seiva da ucuúba pode ser utilizada para queda de cabelos e cicatrização de cortes em locais que não existe condições de sutura, clareia e tira manchas da pele.

## Composição dos ácidos graxos

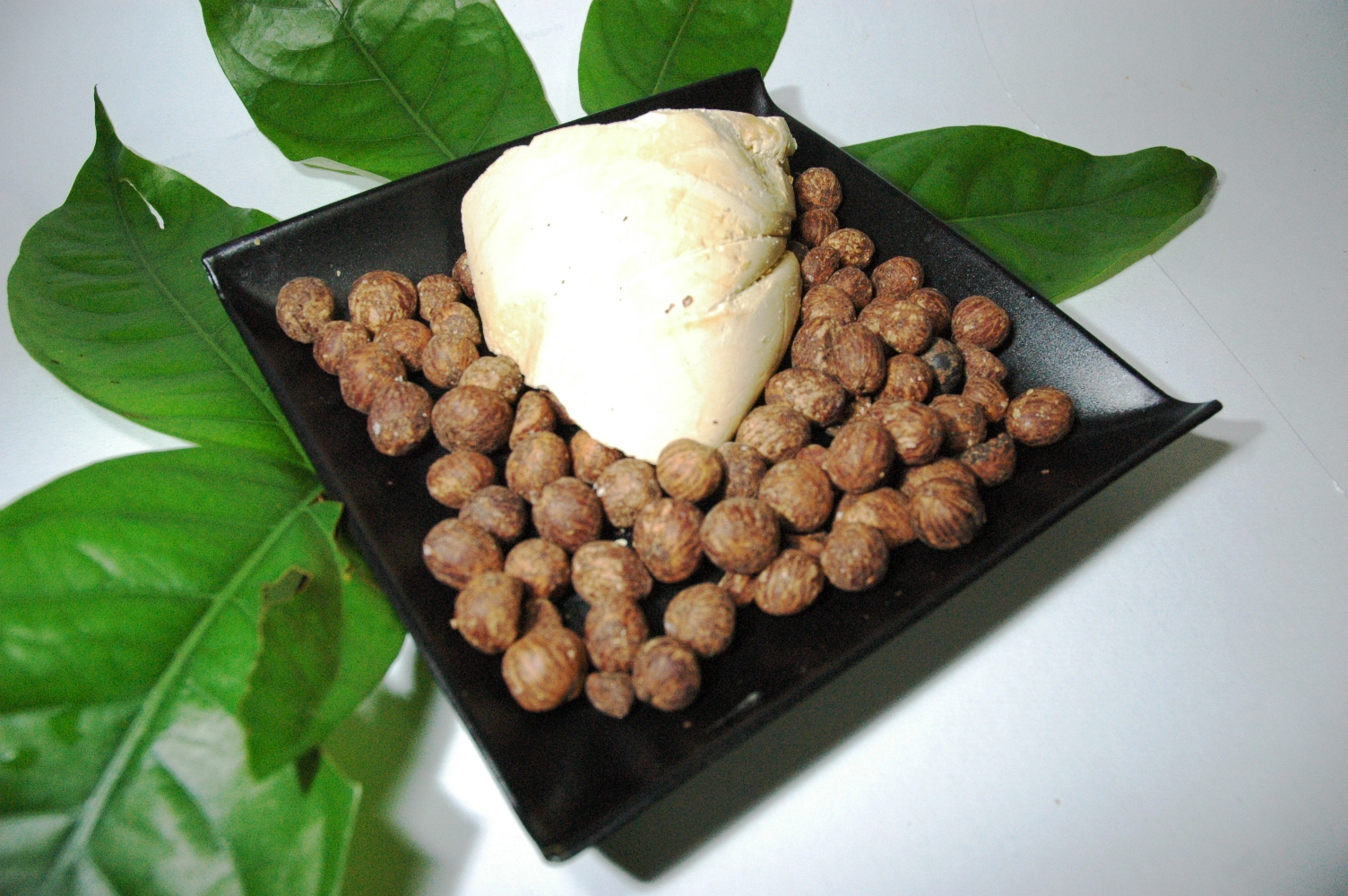
Ucuúba da várzea

| Ácido láurico   | % Peso | 16,0 - 20,0 |
| Ácido mirístico | % Peso | 72,0 - 76,0 |
| Ácido palmitico | % Peso | 7,0 - 9,0   |
| Saturado        | %      | 100         |
| Insaturado      | %      | 0           |